# Tereza Grossi
Tereza Grossi (Itajubá, 25 de janeiro de 1949 — São Paulo, 22 de setembro de 2023) foi uma contadora e administradora brasileira, ex-diretora de Fiscalização do Banco Central do Brasil entre março de 2000 e março de 2003.

## Formação acadêmica
Em julho de 1977, Grossi graduou-se em Ciências Contábeis pela Universidade Católica de Minas Gerais (UC-MG) e em dezembro do mesmo ano, em Administração pela mesma instituição.

## Carreira

### Banco Central: antes e durante
Grossi passou muitos anos trabalhando em cargos administrativos e de secretaria em empresas privadas. Desempregada em 1984, fez um concurso para auditora do Bacen e foi aprovada. Na instituição, foi galgando postos (inicialmente em Belo Horizonte) até que em 1997 chegou ao Departamento de Fiscalização, tendo sido transferida para Brasília.
No início de 2000, o presidente do Banco Central, Armínio Fraga, empenhou-se pessoalmente para que ela se tornasse a primeira mulher a assumir uma diretoria do BC. A indicação foi recebida com estranheza no Senado Federal, visto que Grossi havia sido apontada pela CPI dos Bancos como uma das responsáveis pela manobra de salvamento dos bancos Marka e FonteCindam em janeiro de 1999 (os quais, a despeito da generosa ajuda financeira recebida - R$ 1,5 bilhão de reais - foram à bancarrota).
Superando as resistências ao seu nome, Grossi teve confirmada sua nomeação como Diretora de Fiscalização do BC em 30 de março de 2000. Em junho de 2000, todavia, ela foi denunciada pelo Ministério Público Federal do Rio de Janeiro, acusada de haver prestado auxílio indevido aos bancos Marka e FonteCindam, lesando os cofres públicos. Pelo mesmo motivo, era então ré em quatro outros processos movidos pelo Ministério Público de Brasília. Apesar de tudo, Armínio Fraga reiterou à época ter "total confiança" em sua subordinada.
Em sua defesa, Grossi afirmou que uma simples chefe de departamento interina (cargo que ocupava em 1999) não teria o poder para autorizar uma operação vultosa como a efetuada para o resgate do Marka/FonteCindam. A decisão teria partido da diretoria do BC e do seu presidente na época (Francisco Lopes), cabendo a ela tão somente a implementação técnica da mesma.
No final de agosto de 2000, uma alteração no artigo de uma medida provisória foi vista como uma retaliação contra procuradores do BC, que haviam recusado-se a defender Grossi contra as acusações de peculato no processo movido pelo Ministério Público do Rio de Janeiro. Pela medida provisória, os procuradores só estariam autorizados a abrir uma investigação (sobre qualquer assunto) após uma solicitação formal à diretoria do órgão. Em setembro do mesmo ano, Grossi teve concedida sua aposentadoria como Analista de Nível B.
Por conta das investigações sobre o escândalo Marka/FonteCindam, Grossi foi afastada judicialmente de suas funções por duas vezes: de 1 a 4 de agosto de 2000, e de 4 a 23 de outubro de 2001. Em 2008, foi absolvida das acusações de peculato pelos desembargadores do Tribunal Regional Federal do Rio de Janeiro, os quais entenderam que ela apenas havia cumprido ordens superiores. Todavia, em 2012, foi condenada pela Justiça Federal do DF, juntamente com outros diretores do BC, a BM&F, Francisco Lopes e o ex-banqueiro Salvatore Cacciola, em duas ações de improbidade administrativa propostas pelo MPF/DF e duas de iniciativa popular. Com as multas e a correção monetária, o valor a ser devolvido aos cofres públicos montaria a mais de R$ 6 bilhões. Ainda cabe recurso da sentença.

### Após o BC
Grossi permaneceu no BC durante a fase de transição, após a mudança de governo na eleição presidencial de 2002. Foi exonerada em 13 de março de 2003 e desde então, retomou sua carreira na iniciativa privada.
Entre fevereiro de 2004 e novembro de 2008, Grossi foi membro do Conselho de Administração do Itaú Unibanco. Foi membro do Comitê de Auditoria da B3 desde 2009. Foi membro do Comitê de Auditoria da Porto Seguro S.A. entre 2009 e 2011, coordenadora do Comitê de Auditoria e Gestão de Riscos da Itautec S.A. desde setembro de 2010 e do Comitê de Divulgação desde maio de 2011. Foi presidente do Conselho Fiscal da Itaúsa – Investimentos Itaú S.A., desde abril de 2011 e presidente do Comitê de Auditoria e de Gerenciamento de Riscos da Duratex S.A. desde abril de 2013.

## Morte
Morreu em 22 de setembro de 2023 e a causa da morte não foi divulgada.
| “                                                                   | Neste momento de dor, a Diretoria do Banco Central expressa seus sinceros sentimentos de pesar aos familiares, amigos e colegas de trabalho de Tereza. | ” |
| — Nota do Banco Central, lamentando a morte da ex-diretor do banco, | |   |